# Bernard-Henri Lévy

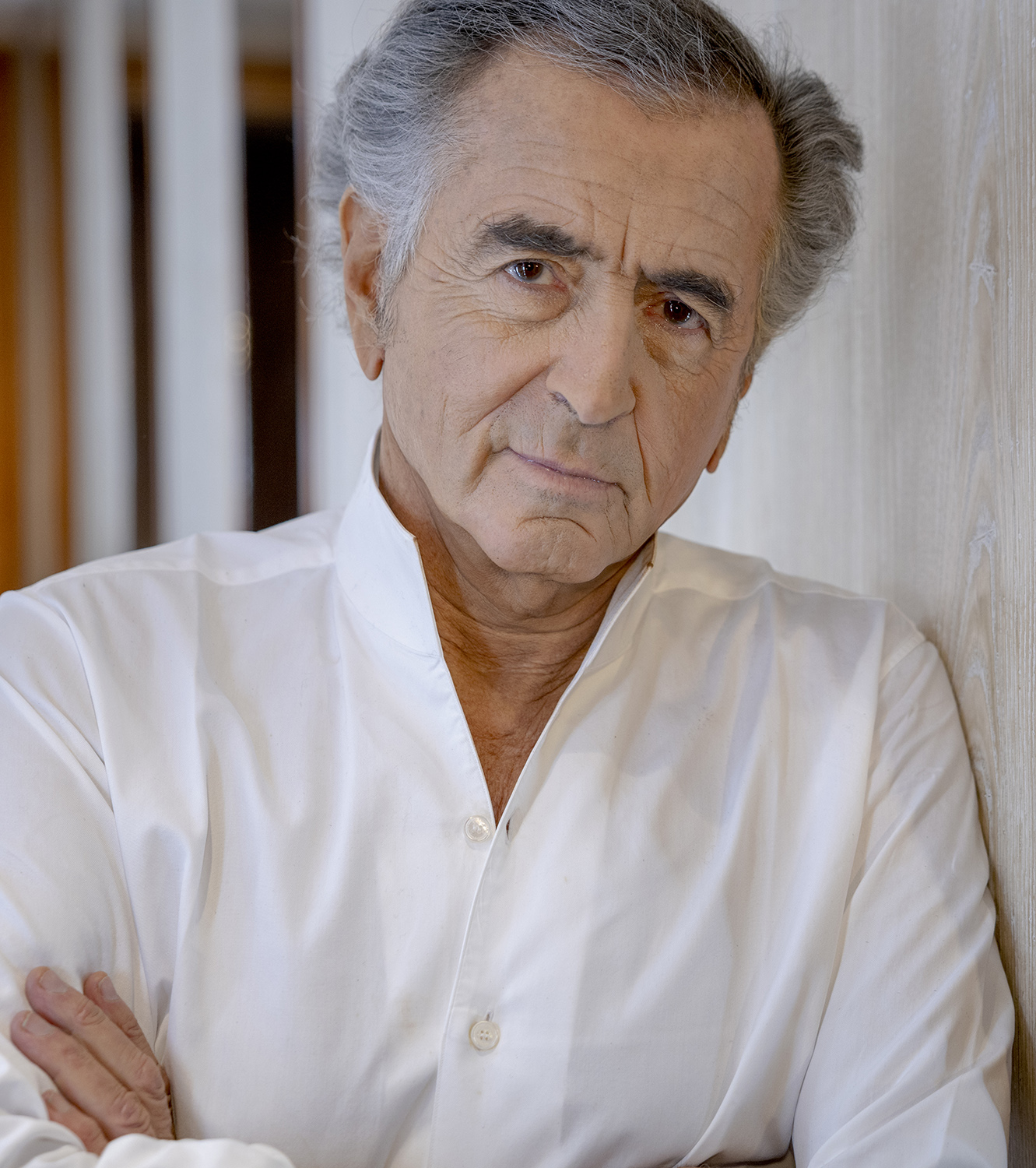
Bernard-Henri Lévy in 2024

Bernard-Henri Lévy, werkelijke naam Bernard Levy, (Béni Saf (Algerije), 5 november 1948) is een Frans filosoof, journalist, activist en filmmaker. In de Franse pers wordt hij vaak als BHL vermeld.
Lévy staat bekend als een van de leidende ‘Nieuwe Filosofen' (les Nouveaux Philosophes), Franse denkers die zowel het marxisme als de filosofieën van Sartre, Nietzsche en Heidegger bekritiseren. Hij brak door met zijn filosofische essay La barbarie à visage humain ("De barbaarsheid met een menselijk gezicht") uit 1977.
In juni 2000 richtte hij in Jeruzalem, samen met de voormalige laatste secretaris van Sartre, Benny Lévy, die later rabbijn werd, en met de filosoof en schrijver Alain Finkielkraut, het 'Institut d'Études Lévinassiennes' op, dat zich wijdt aan de inventarisatie van het oeuvre en de nadere bestudering van het gedachtegoed van de Frans-Joodse filosoof Emmanuel Lévinas. Hij erkende zijn schatplichtigheid aan Lévinas voor het eerst in Le testament de Dieu (1979).

## Werken
- Bangla-Desh, Nationalisme dans la révolution, 1973
- La barbarie à visage humain, 1977 (De barbaarsheid met een menselijk gezicht, 1978, vert. Anton van der Niet)
- Le testament de Dieu, 1979
- L’idéologie française, 1981
- Le diable en tête, 1984 (De duivel in het hoofd, 2e dr., 1988, vert. Miep Veenis; oorspronkelijke titel: De duivel op kop, 1986)
- Eloge des intellectuels, 1987
- Les derniers jours de Charles Baudelaire, 1988 (De laatste dagen van Charles Baudelaire, 1989, vert. Sonja Pos et al.)
- Les aventures de la liberté, 1991
- Le jugement dernier, 1992
- Piero della Francesca, 1992
- Les hommes et les femmes, 1994 (Mannen en vrouwen, 1993, vert. Arnan Oberski)
- Bosna!,1994
- La pureté dangereuse, 1994
- Comédie, 1997
- Le siècle de Sartre, 2000 (De eeuw van Sartre, 2004, vert. Hanneke Los, Martine Vosmaer, Karina van Santen et al.)
- Réflexions sur la Guerre, le Mal et la fin de l’Histoire, 2002
- Qui a tué Daniel Pearl?, 2003 (Wie vermoordde Daniel Pearl?, 2003, vert. Zsuzsó Pennings)
- Récidives, 2004
- American Vertigo, 2006 (Duizelingwekkend Amerika, 2007, vert. Ineke Mertens)
- Questions de principe X, Ici et ailleurs, 2007
- Ce grand cadavre à la renverse, 2007
- Ennemis publics, 2008 (correspondentie tussen Michel Houellebecq en BHL) (Publieke vijanden. Een steekspel in brieven, 2009, vert. Martin de Haan & Rokus Hofstede)
- De la guerre en philosophie, 2010
- La guerre sans l'aimer, 2011
- L'esprit du judaïsme, 2016
- L'empire et les cinq rois, 2018
- Ce virus qui rend fou: essai, 2020
- Sur la route des hommes sans nom, 2021
- The Will to See: Dispatches from a World of Misery and Hope, 2021
- Solitude d'Israël, 2024